# ランチボックス-L
ランチボックス-L（ランチボックス-エル）は、東北放送（TBCラジオ）で2009年10月5日から2020年9月25日まで放送されていた生番組。

## 放送時間
- 毎週月曜 - 金曜 12:10 - 13:00（JST）（2013年9月30日 - ）
  - 前身は2009年4月6日 - 10月2日の毎週月曜 - 金曜の12:40 - 12:50まで放送された『ランチボックス』でこの番組は録音番組だった。
  - 2009年10月5日 - 2013年9月27日までは12:00 - 13:00（JST）（2011年5月27日までは13:00まで、5月30日 - 6月30日までは12:55まで）

　　・2020年9月25日で番組打ち切り。

## 出演者

### パーソナリティ
- 須口まき（月 - 火曜、2010年4月 - 9月までは火、水曜、2010年10月 - 2011年3月までは木、金曜、2011年4月 - 9月までは火、水曜、2011年10月 - 2020年3月までは月 - 水曜、2020年4月 - 月、火曜　2020年9月22日の放送をもって番組打ち切りに伴い出演終了）
- 名久井麻利（水曜、2020年4月 -2020年9月23日 、2012年4月 - 2015年9月まで木曜、2017年10月 - 2018年3月まで金曜）
- 黒田直樹（木曜、2020年1月 -2020年9月24日 ）
- 林田悟志（金曜、2019年1月 -2020年9月25日 ）

### 以前のパーソナリティ
- 柳瀬若菜（2009年10月 - 2010年3月までは月、火曜　2010年4月 - 9月までは木、金曜）
- 猪井操子（2010年4月 - 9月までは月曜、2010年10月 - 2011年3月までは水曜）
- 川尻友紀子（2011年4月 - 9月まで木、金曜）
- 松尾武（2012年4月-2016年3月まで金曜[1]。2009年10月 - 2010年3月までは水-金曜、2010年10月　- 2011年3月までは月、火曜、2011年4月 - 2011年9月までは月曜、2011年10月 - 2012年3月までは木曜、金曜担当。）- 前身の『ランチボックス』のパーソナリティ
- 大久保悠（2016年4月 - 2016年9月まで金曜）
- 鈴木実森（2016年10月 - 2017年3月まで金曜、 2017年4月 - 5月まで木曜[2]）
- 荒井美由起（2015年9月 - 2017年3月まで木曜、2017年4月 - 9月まで金曜、2017年10月 - 2018年3月まで木曜）
- 小笠原遥（2018年4月 - 12月まで金曜）
- 粟津ちひろ（2018年4月 - 2019年12月まで木曜）

フリーアナウンサーは須口まきのみ。他は東北放送アナウンサー在職時の担当。

## タイムテーブル

### 現在
- 12:10 - オープニング
- 12:12 - 天気予報
  - TBC気象台の予報士が登場する。
- 12:15 - MIMI-COCOぷらす
- 12:20 - 全日本トラック協会presents ドライバーズ・リクエスト(TBSラジオ制作)
- 12:28 - ライフインフォメーション（震災関連情報）
- 12:30 - おしゃべりマーケット
- 12:35 - 今日のメインディッシュ
- 12:55 - エンディング

### 過去
- 日本列島ほっと通信
- 河北新報ニュース
  - 2013年9月30日より独立番組となった。
- 渡辺徹 家族の時間(文化放送制作)

## その他
- 2011年12月より、東北放送内の『絆スタジオ』からの生放送となった。